# Tournehem-sur-la-Hem
Tournehem-sur-la-Hem là một xã ở tỉnh Pas-de-Calais, vùng Hauts-de-France của Pháp.

## Địa lý
Tournehem-sur-la-Hem có cự ly 10 dặm Anh (16 km) về phía tây bắc Saint-Omer, tại giao lộ của D217 và D218, hai bên bờ sông Hem.

## Dân số
| 1962                                                         | 1968 | 1975 | 1982 | 1990 | 1999 | 2006 |
| ------------------------------------------------------------ | ---- | ---- | ---- | ---- | ---- | ---- |
| 831                                                          | 835  | 965  | 1018 | 1069 | 1219 | 1253 |
| Số liệu điều tra dân số từ năm 1962: Dân số không tính trùng |      |      |      |      |      |      |

## Địa điểm nổi bật
- Nhà thờ Saint Médard, thế kỷ 15.